# Acropimpla punctata
Acropimpla punctata är en stekelart som beskrevs av Baltazar 1961. Acropimpla punctata ingår i släktet Acropimpla och familjen brokparasitsteklar. Inga underarter finns listade i Catalogue of Life.